# Solimão ibne Hixame
Solimão ou Soleimão ibne Hixame, Hixeme ou Híxem (Sulayman ibn Hisham - lit. "Solimão, filho de Hixame"; fl. 732–747) foi um general árabe, filho do califa omíada Hixame ibne Abedal Maleque (r. 723–743), que se notabilizou nas expedições militares contra o Império Bizantino e nas guerras civis ocorridas nos últimos anos do Califado Omíada. Após ter sido derrotado por Maruane II (r. 744–750), refugiou-se na Índia, onde morreu.

## Vida

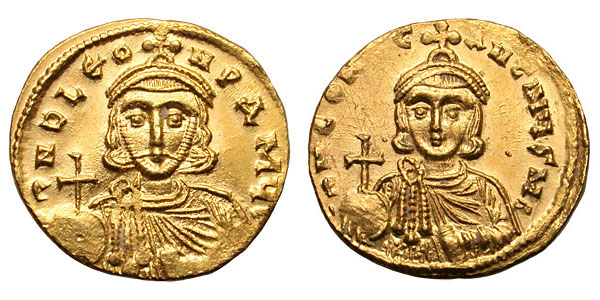
Soldo de r. e r.

### Guerras contra Bizâncio
O registo histórico mais antigo sobre Solimão menciona-o como comandante da expedição militar de verão (dita "da direita")[a] contra a Anatólia bizantina em 732, e novamente em 735, 736 (desta vez na Arménia bizantina) e 737. Em nenhuma das campanhas parece ter alcançado resultados dignos de nota. Em 738, saqueou uma fortaleza bizantina chamada Siderum ("Forte de Ferro"), fazendo muitos prisioneiros, incluindo o seu comandante, Eustácio. Em 740, foi nomeado comandante-em-chefe de uma campanha de envergadura excecional, a qual, segundo a crónica de Teófanes, o Confessor, envolvia mais de 90 mil homens. A campanha começou com o envio de uma unidade para assaltar a costa ocidental da Anatólia, com 100 mil homens comandados por Algamir ibne Iázide.

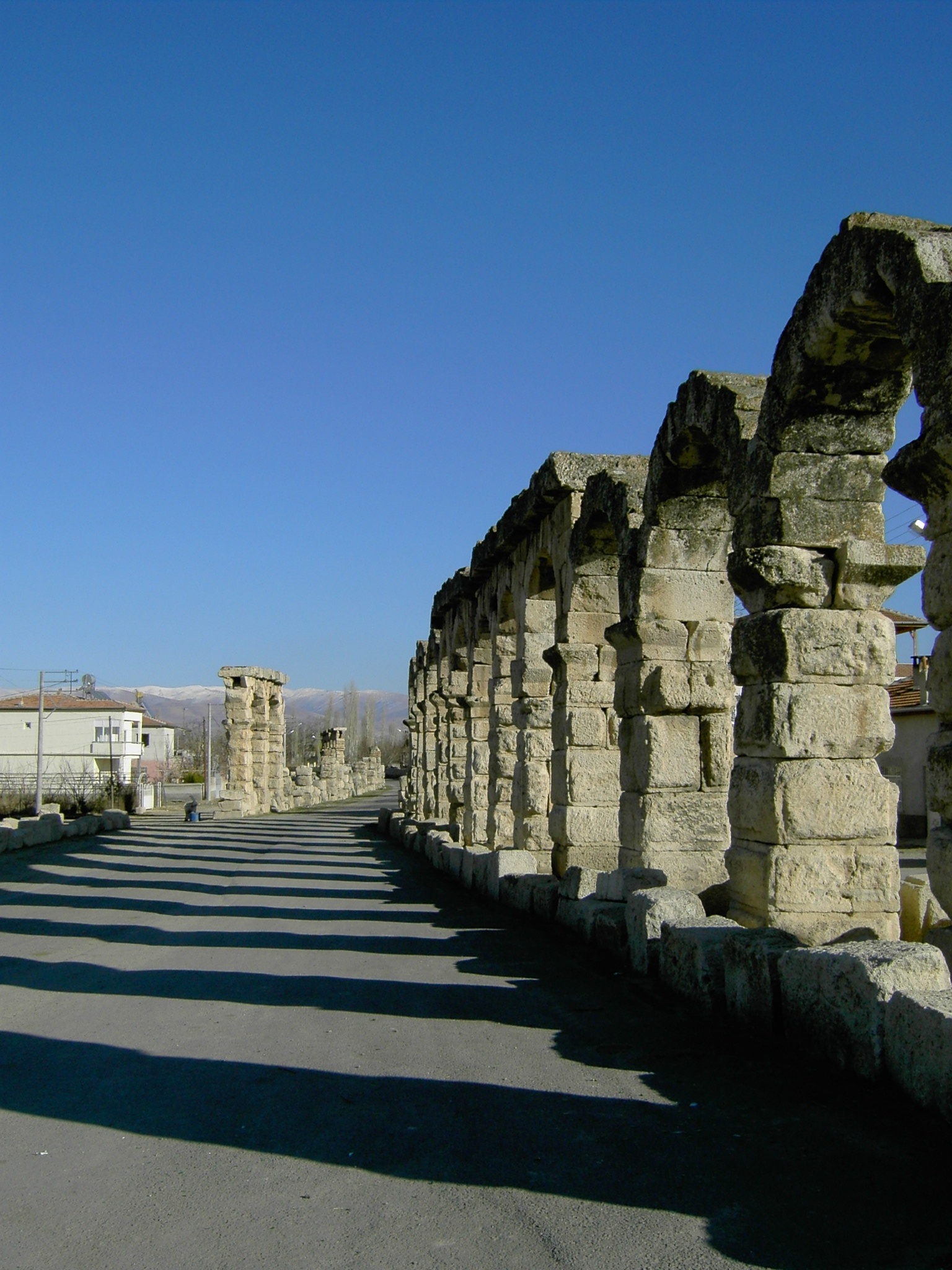
Ruínas do aqueduto romano de Tiana, na Capadócia, uma cidade bizantina que Solimão tentou tomar sem sucesso em 740

Seguiu-se o envio de uma força de 20 mil homens comandados por Abedalá Albatal e Maleque ibne Suaibe sobre Acroino (atual Afyonkarahisar). A força principal, de cerca de 60 mil homens (um número provavelmente muito inflacionado) comandados por Solimão, fez raides na Capadócia e tinha como alvo Tiana, uma cidade bizantina a sudoeste da atual Niğde. Solimão não logrou tomar a cidade e retirou-se depois de pilhar as zonas rurais. A segunda força sofreu uma pesada derrota na Batalha de Acroino frente ao exército bizantinos lideradas pelo próprio imperador Leão III, o Isauro (r. 717–741) e o seu filho, o futuro Constantino V Coprônimo (r. 741–775); os árabes perderam cerca de dois terços dos seus homens, incluindo os seus comandantes.
No ano seguinte, Solimão comandou novamente a expedição de verão, mais uma vez sem sucesso: enquanto as suas tropas cercavam uma fortaleza bizantina, o acampamento foi atacado por uma doença. Agravada por falta de abastecimentos, a doença causou muitas mortes entre homens e animais, que se somaram às baixas nos combates com os bizantinos. A situação era tão desesperada, que o historiador árabe cristão Agápio de Hierápolis relata que muitos soldados de Solimão desertaram e converteram-se ao Cristianismo. A juntar a esse fracasso, os bizantinos lançaram um contra-ataque contra Malátia. A cidade resistiu, embora o próprio Hixame tivesse que levar para o combate todas as forças que conseguiu juntar. Este ataque, apesar de mal sucedido, marcou um novo rumo para o equilíbrio de poder na região, com os bizantinos a abandonarem muitos anos de relativa passividade defensiva e a tomarem a ofensiva.
Ainda em 741, Solimão recebeu ordens do seu pai para executar todos os prisioneiros bizantinos, depois duma notícia falsa sobre os bizantinos terem executado todos os prisioneiros muçulmanos ter chegado ao califa. Em 742, aproveitando a guerra civil bizantina entre o usurpador Artavasdo (r. 741–743) e Constantino V, Solimão comandou outra expedição que chegou até à Paflagónia, na costa do mar Negro, sem ser perturbada e durante a qual fez muitos prisioneiros.

## Guerras civis

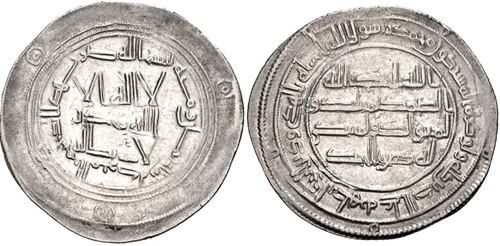
Dirrã do califa Hixame ibne Abedal Maleque r.

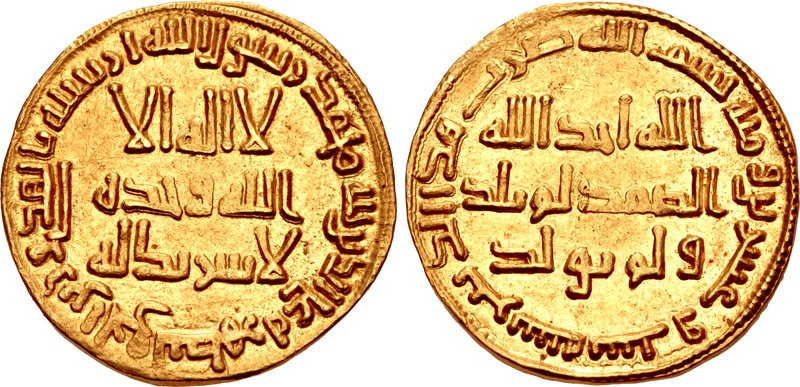
Dinar de ouro de r.

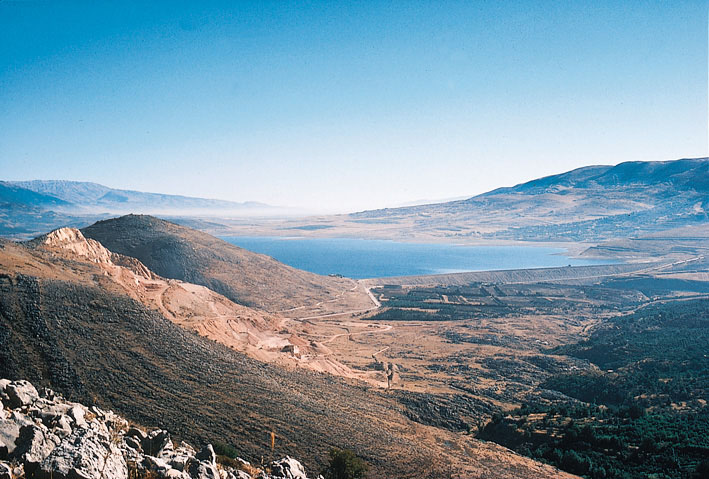
Vale do Beca, onde Solimão foi derrotado em batalha por Maruane ibne Maruane em 744

Em 743, o pai de Solimão, o califa Hixame ibne Abedal Maleque (r. 723–743) morreu, e o seu primo Ualide II (r. 743–744) assumiu o poder. Com inveja da popularidade de Solimão, Ualide mandou açoitá-lo e prendê-lo, um ato que desencadeou muita oposição e que teve efeitos muito negativos na popularidade do novo califa quando subiu ao poder. Na primavera de 744, Ualide é deposto por um golpe de estado em Damasco, enquanto estava ausente da capital, e é morto pouco tempo depois, sendo substituído por Iázide III (r. 744). Os árabes da região de Homs ainda leais a Ualide sublevaram-se e marcharam sobre Damasco com a intenção de instalarem como califa Abu Maomé Sufiani, um descendente do ramo sufiânida do clã omíada, mas foram derrotados por Solimão, que entretanto tinha sido libertado.
Apesar disso, os tumultos não abrandaram. Quando Iázide morreu em setembro de 744, o poderoso e ambicioso governador da Mesopotâmia Superior (em árabe: al Jazira), Maruane ibne Maomé, rebelou-se contra o novo califa, Ibraim ibne Ualide (r. 744), apoiado principalmente pelos caicitas de Jazira e do norte da Síria. Inicialmente, Maruane não reclamou o califado para ele próprio, proclamando em vez disso a sua intenção de restaurar no trono os dois filhos presos de Ualide II. Enquanto marchava sobre Damasco, Maruane encontrou Solimão e o seu exército privado a sul de Heliópolis (Balbeque). O exército de Solimão, conhecido como Dhakwaniyya, era mantido pelos seus fundos e propriedades pessoais e era constituído por cerca de 5 000 homens ou mais, na sua maior parte recrutados entre os maulas (muçulmanos não árabes). Maruane saiu vitorioso da batalha que se seguiu, obrigando Solimão a retirar-se para Damasco, onde ordenou a execução dos filhos de Ualide II e seguidamente fugiu com Ibraim para Palmira. No entanto, pouco tempo depois os dois homens foram ter com Maruane e renderam-se.
A contestação à ascensão de Maruane a califa continuou tanto na Síria como no sul da Mesopotâmia (Iraque). Depois de esmagar a revolta na Síria em 745, Maruane formou um exército de tropas sírias e enviou-o para o Iraque, mas os soldados rebelaram-se no caminho e aceitaram Solimão como seu líder. O exército rebelde ainda tomou Cálcis da Celessíria (Quinacerim), mas foi rapidamente derrotado por Maruane. Embora grande parte do seu exército tivesse sobrevivido e retirado para Homs sob o comando do seu irmão Saíde, onde seriam cercados pelas tropas de Maruane, Solimão fugiu de Homs para Palmira e depois para Cufa. Aí entrou ao serviço de Adaaque ibne Cais Axaibani, o líder dos carijitas da Mesopotâmia, que, aproveitando a preocupação de Maruane com o cerco prolongado a Homs, tinha reclamado o califado.
Depois de tomar Homs no início de 746, Maruane marchou contra Daaque, que derrotou e matou numa batalha travada em Kafartuta. Os rebeldes retiraram-se então para o outro lado do rio Tigre aconselhados por Solimão, escapando temporariamente à destruição. No entanto, em 747, Maruane e o seu lugar-tenente Iázide ibne Hubaira lograram derrotar o que restava das tropas carijitas e consolidar o controlo do Iraque, enquanto que os rebeldes sobreviventes fugiram para leste. Solimão refugiou-se na Índia juntamente com Almançor ibne Jumur, onde viria a morrer em data incerta.